# أوميغايفن
أوميغايفن (بالإنجليزية: Omegaven)‏ هو مستحلب حمض دهني تم إنتاجه من شركة فريزينيوس كابي. وهو صنع للتغذية بالحقن (عملية إطعام عن طريق الوريد) ويستخدم في أمراض مثل متلازمة الأمعاء القصيرة وهو غني بحمض دهني أوميغا-3اكتسب شهرة بين الأطفال عن الشائع استخدامه أكثر وهو مستحلب الدهون بعد تقارير اشارت إلى أنه يقلل من خطر تليف الكبد.
أشارت دراسة حديثة أن استخدام أوميغايفن من الممكن أن ستراتيجية التدخل المناسبة لحديثي الولادة مع عند وزن ولادة منخفض بشكل حاد أو انشقاق البطن الخلقي أو رتق المعوية. هو حاليًا تحت تجربة سريرية في مستشفى جامعة تايوان الوطنية.
بالرغم من استخدام أوميغايفن في الولايات المتحدة على الأطفال بشكل تجريبي، لكن استخدامة على الكبار شيء مثير للجدل. في الدراسات الأوروبية، أوميغايفن كان مرتبط بانخفاض في الصدفية، عندما يتناقض مع إدارة أحماض أوميغا 6 الدهنية ليبوفين. كما ارتبط أوميغايفن بخفض معدل الوفيات واستخدام المضادات الحيوية أثناء الإقامة في المستشفيات.